# Schipkau
Schipkau (högsorbiska: Šejkow) är en kommun och ort i Tyskland, belägen i Landkreis Oberspreewald-Lausitz i förbundslandet Brandenburg, 7 km väster om kreisstaden Senftenberg. Kommunen bildades genom sammanslagning 2001 av de sex tidigare kommuner Annahütte, Drochow, Hörlitz, Klettwitz, Meuro och Schipkau i den nya kommunen Schipkau.

## Historia
Ortens namn stavades före 1937 Zschipkau på tyska. Områdets ekonomi dominerades från 1870 fram till Tysklands återförening 1990 av brunkolsbrytning. År 2000 invigdes racingbanan EuroSpeedway Lausitz, som då var avsedd att ersätta banan AVUS i Berlin. Sedan dess har kommunen blivit ett viktigt centrum för motorsport och biltestning i Tyskland. Kommunens nuvarande gränser etablerades genom en sammanslagning 2001. Både den historiska gruvverksamheten och motorsporten är representerade i det nyskapade kommunvapnet, i form av gruvarbetarverktyg och en racingflagga.

## Kultur och sevärdheter
I orten Klettwitz i kommunen ligger EuroSpeedway Lausitz, en racingbana invigd år 2000 som bland annat har den enda ovalracingbanan i kontinentala Europa.

## Kommunikationer
Genom kommunen passerar motorvägen A13 (E55), med avfarterna Klettwitz, Schwarzheide, Ruhland och Grossräschen. I närheten passerar även förbundsvägarna B 96 och B 169.
Bussförbindelse finns till den närmaste järnvägsstationen i Senftenberg.